# Leichtathletik-Weltmeisterschaften 2023/Teilnehmer (Bahamas)
Der Leichtathletikverband von den Bahamas hat für die Leichtathletik-Weltmeisterschaften 2023 in Budapest elf Sportler gemeldet.
| Goldmedaillen | Silbermedaillen | Bronzemedaillen |
| ------------- | --------------- | --------------- |
| —             | —               | —               |

## Ergebnisse

### Frauen

#### Laufdisziplinen
| Athlet              | Disziplin    | Vorlauf | Vorlauf | Halbfinale    | Halbfinale    | Finale        | Finale        |
| Athlet              | Disziplin    | Zeit    | Platz   | Zeit          | Platz         | Zeit          | Platz         |
| ------------------- | ------------ | ------- | ------- | ------------- | ------------- | ------------- | ------------- |
| Devynne Charlton    | 100 m Hürden | 12,44 s | 2       | 12,49 s       | 3             | 12,52 s       | 4             |
| Shaunae Miller-Uibo | 400 m        | 52,65 s | 32      | ausgeschieden | ausgeschieden | ausgeschieden | ausgeschieden |
| Anthonique Strachan | 200 m        | 22,31 s | 4       | 22,30 s       | 8             | 22,29 s       | 6             |

#### Sprung/Wurf
| Athlet          | Disziplin  | Qualifikation | Qualifikation | Finale        | Finale        |
| Athlet          | Disziplin  | Weite/Höhe    | Platz         | Weite/Höhe    | Platz         |
| --------------- | ---------- | ------------- | ------------- | ------------- | ------------- |
| Rhema Otabor    | Speerwurf  | 53,62 m       | 33            | ausgeschieden | ausgeschieden |
| Charisma Taylor | Dreisprung | 13,51 m       | 29            | ausgeschieden | ausgeschieden |

### Männer

#### Laufdisziplinen
| Athlet             | Disziplin    | Vorlauf | Vorlauf | Halbfinale    | Halbfinale    | Finale        | Finale        |
| Athlet             | Disziplin    | Zeit    | Platz   | Zeit          | Platz         | Zeit          | Platz         |
| ------------------ | ------------ | ------- | ------- | ------------- | ------------- | ------------- | ------------- |
| Steven Gardiner    | 400 m        | 44,65 s | 3       | DNF           | DNF           | ausgeschieden | ausgeschieden |
| Alonzo Russell     | 400 m        | 46,95 s | 41      | ausgeschieden | ausgeschieden | ausgeschieden | ausgeschieden |
| Shakeem Hall-Smith | 400 m Hürden | 49,61 s | 29      | ausgeschieden | ausgeschieden | ausgeschieden | ausgeschieden |
| Terrence Jones     | 100 m        | 10,32 s | 42      | ausgeschieden | ausgeschieden | ausgeschieden | ausgeschieden |

#### Sprung/Wurf
| Athlet        | Disziplin  | Qualifikation | Qualifikation | Finale        | Finale        |
| Athlet        | Disziplin  | Weite/Höhe    | Platz         | Weite/Höhe    | Platz         |
| ------------- | ---------- | ------------- | ------------- | ------------- | ------------- |
| LaQuan Nairin | Weitsprung | keine Weite   | keine Weite   | ausgeschieden | ausgeschieden |
| Donald Thomas | Hochsprung | 2,25 m        | 16            | ausgeschieden | ausgeschieden |